# Южный Азадеган
Южный Азадеган — крупное нефтяное месторождение Ирана, выделен из месторождения Азадеган в 2006 году. Начальные запасы нефти составляет 1 млрд тонн.
Оператором месторождения являются китайская нефтяная компания CNPC (70 %). Остальными партнерами является иранская NIOC (20 %) и японской INPEX (10 %). Проектный уровень добычи нефти должно составить 3-4 млн тонн в год.